# Maria das Neves di Braganza
Infanta Maria das Neves di Braganza (nome completo: Maria das Neves Isabel Eulália Carlota Adelaide Micaela Gabriela Rafaela Gonzaga de Paula de Assis Inès Sofia Romana; Kleinheubach, 5 agosto 1852 – Vienna, 14 febbraio 1941) è stata la figlia primogenita di Michele I del Portogallo e di sua moglie Adelaide di Löwenstein-Wertheim-Rosenberg. Maria era Infanta di Portogallo e membro del Casato di Braganza per nascita.
Fino alla nascita di suo fratello Michele, duca di Braganza, Maria portò il titolo di Principessa reale del Portogallo, un titolo fittizio, datole dal padre che era stato deposto nel 1834. Attraverso il suo matrimonio con Alfonso Carlo di Borbone-Spagna, duca di San Jaime, carlista pretendente al trono di Spagna, Maria fu anche Regina consorte titolare di Spagna, Francia, e di Navarra.

## Biografia
Maria delle Nevi nacque in esilio in Germania, dato che suo padre, era già stato deposto e bandito dal Portogallo a causa delle guerre liberali. I suoi nonni paterni erano il re Giovanni VI del Portogallo e Infanta Carlotta Joaquina di Spagna. Era la nipote dell'imperatore Pedro I del Brasile, cugina dell'imperatore Pedro II del Brasile e della regina Maria II del Portogallo.

## Matrimonio
Si sposò nel Kleinheubach il 26 aprile 1871, con il principe di Spagna Alfonso Carlo di Borbone-Spagna, principe di Spagna, duca di San Jaime, pretendente carlista al trono di Spagna (con il nome Alfonso Carlos I) e pretendente legittimista al trono di Francia (come Carlo XII), figlio di Juan Carlos di Borbone, conte di Montizón, e dell'arciduchessa Maria Beatrice d'Austria-Este. La coppia ebbe un figlio, che morì poche ore dopo la nascita.

### Morte
Maria das Neves morì a Vienna il 14 febbraio del 1941, a 88 anni di età. I suoi resti si trovano nella cripta del castello Puchheim in Attnang-Puchheim, nell'Austria Superiore.

## Ascendenza
|                                                                  |                                                          |                                                                | Genitori                                  |  |  | Nonni |  |  | Bisnonni                  |  |  | Trisnonni                 |  |
|                                                                  |                                                          |                                                                |                                           |  |  |       |  |  | Pietro III del Portogallo |  |  | Giovanni V del Portogallo |  |
|                                                                  |                                                          |                                                                |                                           |  |  |       |  |  | Pietro III del Portogallo |  |  | Giovanni V del Portogallo |  |
|                                                                  |                                                          | Maria Anna d'Austria                                           |                                           |  |  |       |  |  | Pietro III del Portogallo |  |  |                           |  |
| Giovanni VI del Portogallo                                       |                                                          |                                                                |                                           |  |  |       |  |  | Pietro III del Portogallo |  |  |                           |  |
|                                                                  |                                                          | Maria I del Portogallo                                         | Giuseppe I del Portogallo                 |  |  |       |  |  |                           |  |  |                           |  |
|                                                                  |                                                          | Maria I del Portogallo                                         | Giuseppe I del Portogallo                 |  |  |       |  |  |                           |  |  |                           |  |
|                                                                  |                                                          | Maria I del Portogallo                                         | Marianna Vittoria di Borbone-Spagna       |  |  |       |  |  |                           |  |  |                           |  |
| Michele del Portogallo                                           |                                                          | Maria I del Portogallo                                         |                                           |  |  |       |  |  |                           |  |  |                           |  |
|                                                                  |                                                          | Carlo IV di Spagna                                             | Carlo III di Spagna                       |  |  |       |  |  |                           |  |  |                           |  |
|                                                                  |                                                          | Carlo IV di Spagna                                             | Carlo III di Spagna                       |  |  |       |  |  |                           |  |  |                           |  |
|                                                                  |                                                          | Carlo IV di Spagna                                             | Maria Amalia di Sassonia                  |  |  |       |  |  |                           |  |  |                           |  |
| Carlotta Gioacchina di Borbone-Spagna                            |                                                          | Carlo IV di Spagna                                             |                                           |  |  |       |  |  |                           |  |  |                           |  |
|                                                                  |                                                          | Maria Luisa di Borbone-Parma                                   | Filippo I di Parma                        |  |  |       |  |  |                           |  |  |                           |  |
|                                                                  |                                                          | Maria Luisa di Borbone-Parma                                   | Filippo I di Parma                        |  |  |       |  |  |                           |  |  |                           |  |
|                                                                  |                                                          | Maria Luisa di Borbone-Parma                                   | Elisabetta di Borbone-Francia             |  |  |       |  |  |                           |  |  |                           |  |
| Michele di Braganza                                              |                                                          | Maria Luisa di Borbone-Parma                                   |                                           |  |  |       |  |  |                           |  |  |                           |  |
|                                                                  | Carlo Tommaso, Principe di Löwenstein-Wertheim-Rosenberg | Domenico Costantino, Principe di Löwenstein-Wertheim-Rochefort |                                           |  |  |       |  |  |                           |  |  |                           |  |
|                                                                  | Carlo Tommaso, Principe di Löwenstein-Wertheim-Rosenberg | Domenico Costantino, Principe di Löwenstein-Wertheim-Rochefort |                                           |  |  |       |  |  |                           |  |  |                           |  |
|                                                                  | Carlo Tommaso, Principe di Löwenstein-Wertheim-Rosenberg | Maria Leopoldina di Hohenlohe-Bartenstein                      |                                           |  |  |       |  |  |                           |  |  |                           |  |
| Costantino, Principe Ereditario di Löwenstein-Wertheim-Rosenberg | Carlo Tommaso, Principe di Löwenstein-Wertheim-Rosenberg |                                                                |                                           |  |  |       |  |  |                           |  |  |                           |  |
|                                                                  |                                                          | Sofia di Windisch-Grätz                                        | Giuseppe Nicola di Windisch-Grätz         |  |  |       |  |  |                           |  |  |                           |  |
|                                                                  |                                                          | Sofia di Windisch-Grätz                                        | Giuseppe Nicola di Windisch-Grätz         |  |  |       |  |  |                           |  |  |                           |  |
|                                                                  |                                                          | Sofia di Windisch-Grätz                                        | Leopoldina di Arenberg                    |  |  |       |  |  |                           |  |  |                           |  |
| Adelaide di Löwenstein-Wertheim-Rosenberg                        |                                                          | Sofia di Windisch-Grätz                                        |                                           |  |  |       |  |  |                           |  |  |                           |  |
|                                                                  |                                                          | Carlo Ludovico I di Hohenlohe-Langenburg                       | Cristiano Alberto di Hohenlohe-Langenburg |  |  |       |  |  |                           |  |  |                           |  |
|                                                                  |                                                          | Carlo Ludovico I di Hohenlohe-Langenburg                       | Cristiano Alberto di Hohenlohe-Langenburg |  |  |       |  |  |                           |  |  |                           |  |
|                                                                  |                                                          | Carlo Ludovico I di Hohenlohe-Langenburg                       | Carolina di Stolberg-Gedern               |  |  |       |  |  |                           |  |  |                           |  |
| Agnese di Hohenlohe-Langenburg                                   |                                                          | Carlo Ludovico I di Hohenlohe-Langenburg                       |                                           |  |  |       |  |  |                           |  |  |                           |  |
|                                                                  |                                                          | Amalia Enrichetta di Solms-Baruth                              | Giovanni Cristiano II di Solms-Baruth     |  |  |       |  |  |                           |  |  |                           |  |
|                                                                  |                                                          | Amalia Enrichetta di Solms-Baruth                              | Giovanni Cristiano II di Solms-Baruth     |  |  |       |  |  |                           |  |  |                           |  |
|                                                                  |                                                          | Amalia Enrichetta di Solms-Baruth                              | Federica di Reuss-Köstritz                |  |  |       |  |  |                           |  |  |                           |  |
|                                                                  |                                                          | Amalia Enrichetta di Solms-Baruth                              |                                           |  |  |       |  |  |                           |  |  |                           |  |

## Titoli e trattamento
- 5 agosto 1852 - 19 settembre de 1853: Sua Altezza Reale, la Principessa Reale del Portogallo
- 19 settembre 1853 - 26 aprile 1871: Sua Altezza Reale, infanta Maria das Neves del Portogallo, principessa di Braganza
- 26 aprile 1871 - 29 settembre 1936: Sua Altezza Reale, la Duchessa di San Jaime, infanta di Portogallo, principessa di Braganza
- 29 settembre 1936 - 15 febbraio 1941: Sua Altezza Reale, la Duchessa vedova di Saint-James, infanta di Portogallo, principessa di Braganza